# Lygropia antithetis
Lygropia antithetis là một loài bướm đêm trong họ Crambidae.